# 953 a.C.

## Eventos
- Forbas, filho de Tersipo, sucede seu pai como arconte vitalício de Atenas.[1]
- Israel sitia a cidade filisteia de Gibetom. Nadabe, o rei de Israel, é morto por Baasa, que se torna o novo rei e massacra a família de Jeroboão.[2]

## Mortes
- Tersipo, o quarto arconte vitalício de Atenas.[3]
- Nadabe, filho de Jeroboão, rei de Israel, morto por Baasa. Ele havia começado a reinar em 954 a.C.[2]
- Toda a família de Jeroboão, exterminada por Baasa.[2]